# Mateus Norton
Mateus Norton Gomes Chaves – meglio noto come Mateus Norton – (Campo Bom, 19 luglio 1996) è un calciatore brasiliano, centrocampista del Velo Clube.

## Carriera

### Club
Cresciuto nel settore giovanile dell'Aimoré, nel 2016 viene acquistato dal Fluminense, che la stagione successiva lo promuove in prima squadra. Ha esordito con il Fluzão il 16 giugno 2017 nella partita di Série A persa per 0-2 contro il Grêmio. Il 21 settembre 2016 rinnova fino al 2020.

## Statistiche

### Presenze e reti nei club
Statistiche aggiornate al 3 ottobre 2021.
| Stagione          | Squadra           | Campionato        | Campionato | Campionato | Coppe nazionali | Coppe nazionali | Coppe nazionali | Coppe continentali | Coppe continentali | Coppe continentali | Altre coppe | Altre coppe | Altre coppe | Totale | Totale |
| Stagione          | Squadra           | Comp              | Pres       | Reti       | Comp            | Pres            | Reti            | Comp               | Pres               | Reti               | Comp        | Pres        | Reti        | Pres   | Reti   |
| ----------------- | ----------------- | ----------------- | ---------- | ---------- | --------------- | --------------- | --------------- | ------------------ | ------------------ | ------------------ | ----------- | ----------- | ----------- | ------ | ------ |
| 2016              | Aimoré            | A1/G              | 12         | 3          | -               | -               | -               | -                  | -                  | -                  | -           | -           | -           | 12     | 3      |
| 2017              | Fluminense        | A+A1/RJ           | 12+1       | 0          | CB              | 0               | 0               | CS                 | 1                  | 0                  | PL          | 0           | 0           | 14     | 0      |
| 2018              | Fluminense        | A+A1/RJ           | 9+3        | 0          | CB              | 1               | 0               | CS                 | 3                  | 0                  | -           | -           | -           | 16     | 0      |
| Totale Fluminense | Totale Fluminense | Totale Fluminense | 25         | 0          |                 | 1               | 0               |                    | 4                  | 0                  |             | 0           | 0           | 30     | 0      |
| mar.-lug. 2019    | Zorja             | PL                | 1          | 0          | CU              | -               | -               | UEL                | -                  | -                  | -           | -           | -           | 1      | 0      |
| 2021              | Esportivo         | D+A1/G            | 16+5       | 0          | CB              | 1               | 0               | -                  | -                  | -                  | -           | -           | -           | 22     | 0      |
| Totale carriera   | Totale carriera   | Totale carriera   | 59         | 3          |                 | 2               | 0               |                    | 4                  | 0                  |             | 0           | 0           | 64     | 3      |